# Император и убийца
«Император и убийца» — художественный фильм о Цинь Шихуане, первом императоре объединённого Китая.

## Сюжет

### За кадром
Фильм предполагает предварительное знакомство зрителя с историей Китая, в связи с чем не знакомому с ней зрителю некоторые моменты в фильме могут показаться странными.

Исторические события, предшествующие сюжету фильма (в хронологическом порядке):
1. отец Цинь Ши-хуана был заложником в Чжао. Однажды Люй Бувэй преподнёс ему в подарок красивую наложницу, которая через некоторое время родила Ин Чжэна, будущего императора Цинь (по другой версии, наложница уже была беременна и истинным отцом ребёнка являлся Люй Бувэй);
2. после смерти его отца малолетнего Ин Чжэна держали заложником в Чжао и заставляли пасти скот, как простого пастушка;
3. через несколько лет Люй Бувэю удалось вывезти мальчика в Цинь, где его официально признали наследником;
4. после смерти деда Ин Чжэн был объявлен князем (ваном) Цинь, но Люй Бувэй стал его регентом и первым министром, так что вплоть до совершеннолетия молодого вана вся власть в государстве принадлежала Люй Бувэю и матери Ин Чжэна;
5. девочка, которая в детстве пасла скот вместе с Цинь Ши-хуаном и к которой он был неравнодушен, была официально удочерена князем Чжао и послана заложницей в Цинь в надежде, что она спасёт Чжао.

### В кадре
В III веке до н. э. циньский правитель Ин Чжэн (будущий Цинь Ши Хуан) вознамерился покорить остальные шесть царств Китая. Он посылает свою давнюю знакомую, а ныне заложницу Чжао, в царство Янь в качестве шпионки. Главное её задание — уговорить наёмного убийцу из этого царства совершить покушение на Ин Чжэна. Это покушение послужит поводом к началу нападения Ин Чжэном на царство Янь. Ей удаётся завербовать убийцу, но при этом она сама влюбляется в него, а вскоре и переходит на сторону жителей царства Янь, чтобы помочь им убить Ин Чжэна.

## В ролях
- Гун Ли — принцесса Чжао
- Чжан Фэнъи — Цзин Кэ (荆轲), убийца
- Ли Сюэцзянь — Ин Чжэн (имя Цинь Шихуана, которое он носил до того как стал Императором всего Китая, взяв имя Цинь Шихуанди)
- Сунь Чжоу — Дань, наследник престола царства Янь (燕丹)
- Люй Сяохэ — генерал Фань Юй-ци (樊於期)
- Ван Чживэнь — Лао Ай, имевший титул Чансинь-хоу, — любовник матери Цинь Шихуанди и отец двух её детей (嫪毐)
- Чэнь Кайгэ — Люй Бувэй, имевший также титул Вэньсинь-хоу (呂不韋)
- Гу Юнфэй — мать Цинь Шихуанди (母后)
- Чжао Бэньшань — Гао Цзяньли, музыкант из Янь, друг Цзин Кэ (高漸離)
- Дин Хайфэн — Цинь У-ян, человек, сопровождавший Цзин Кэ в поездке ко двору Цинь Шихуанди (秦舞陽)
- Чжоу Сюнь — слепая девочка

## Историческая достоверность
Хотя в целом сценарий довольно точно следует истории покушения Цзин Кэ, изложенной в гл. 86 („Жизнеописания мстителей“) фундаментального труда Сыма Цяня «Ши цзи», в отношении других событий периода объединения Китая фильм во многих случаях не столь точен.
Например, непосредственным поводом к заговору Цзин Кэ и яньского наследника Даня, согласно всем источникам, послужили оскорбления, которые претерпел яньский принц, находясь заложником в царстве Цинь. Сыма Цянь относит его пребывание там к 234—232 гг. до н. э., а покушение Цзин Кэ — к 227 г. до н. э., в то время как по фильму между этими событиями проходит несколько месяцев.
В фильме показан адюльтер циньской царицы-матери и лжеевнуха Лао Ая, от которого она родила двоих детей. Лао Ай действительно намеревался совершить государственный переворот, отстранить Цинь Шихуана от власти и заменить его своим отпрыском. Однако Сыма Цянь датирует эти события 238 г. до н. э., в то время как Чэнь Кайгэ помещает мятеж Лао Ая уже после отсылки Даня восвояси в Янь. Кроме того, по фильму Лао Ай осуществил штурм дворца Циньяньгун и уже там был схвачен и казнен. В действительности Лао Ай лишь намеревался захватить дворец и его обитателей, но был оттеснен за пределы столицы и там разбит наголову силами лояльных циньскому вану войск.
После провала мятежа Лао Ая его союзник, первый министр Люй Бувэй, был обвинен в предательстве и смещен, а впоследствии покончил жизнь самоубийством. Это произошло в 237—235 гг. до н. э. В своем фильме Чэнь Кайгэ следует возникшей ещё в древности версии о том, что именно Люй Бувэй был биологическим отцом циньского императора. Однако режиссёр заставляет Люй Бувэя повеситься, жертвуя собой ради репутации сына, в то время как исторический Люй Бувэй покончил с собой, приняв отравленное питьё.

## Награды
- 1999 — Гран-при Каннского кинофестиваля за лучшее техническое решение
- 1999 — Премия Golden Rooster за лучшую операторскую работу (Чжао Фэй)